# Spondyliaspis mollis
Spondyliaspis mollis är en insektsart som först beskrevs av Walter Wilson Froggatt 1923.  Spondyliaspis mollis ingår i släktet Spondyliaspis och familjen rundbladloppor. Inga underarter finns listade i Catalogue of Life.